# Huanghua
För andra betydelser, se Huanghua (olika betydelser).
Huanghua är en stad på häradsnivå i norra Kina, och är en del av Cangzhous stad på prefekturnivå  i provinsen Hebei. Den ligger omkring 190 kilometer sydost om huvudstaden Peking. Staden har en halv miljon invånare på en yta av 1 545 km².
Orten hette tidigare Xinhais härad, men döptes om 1945 till minne av den kommunistiske militären Huang Hua, som mördades på orten under det andra sino-japanska kriget. 1989 blev häradet stad på häradsnivå.

## Demografi
| Område                         | Invånarantal 1 juli 1990 | Invånarantal 1 november 2000 |
| ------------------------------ | ------------------------ | ---------------------------- |
| Stad (de jure)                 | Ingen uppgift            | 457 643                      |
| Stad (de facto)                | 428 856                  | 483 273                      |
| Urban befolkning (de facto)    | 19 499                   | 95 540                       |
| ...varav centralort (de facto) | 10 846                   | Ingen uppgift                |